# Martiel
 Martiel  (en occitano Marcièl) es una población y comuna francesa, situada en la región de Mediodía-Pirineos, departamento de Aveyron, en el distrito de Villefranche-de-Rouergue y cantón de Villefranche-de-Rouergue.

## Demografía
| 723 | 677 | 635 | 706 | 798 | 823 |
| Para los censos de 1962 a 1999 la población legal corresponde a la población sin duplicidades (Fuente: INSEE [Consultar]) |     |     |     |     |     |

## Galería

Loc-Dieu Abbey
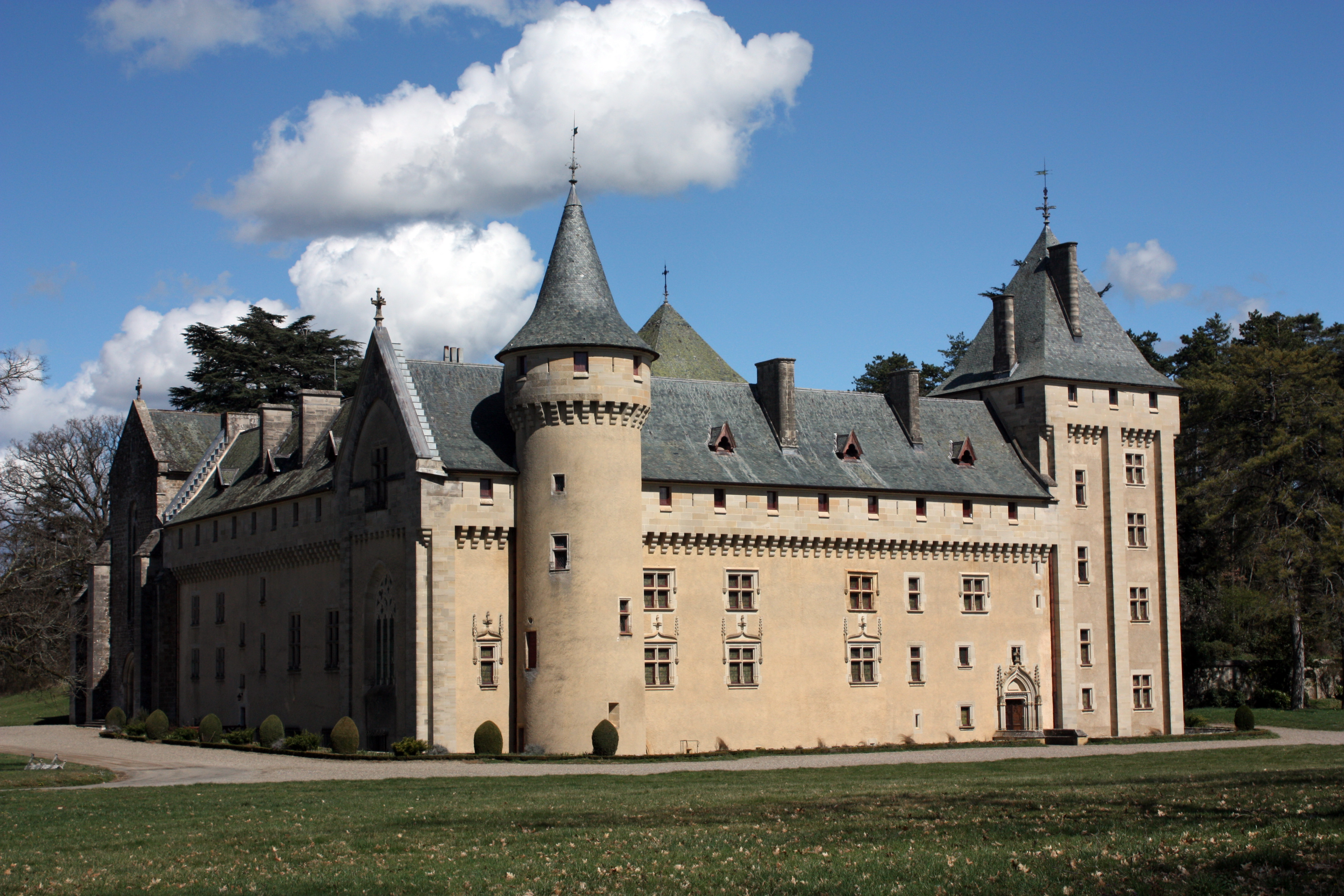
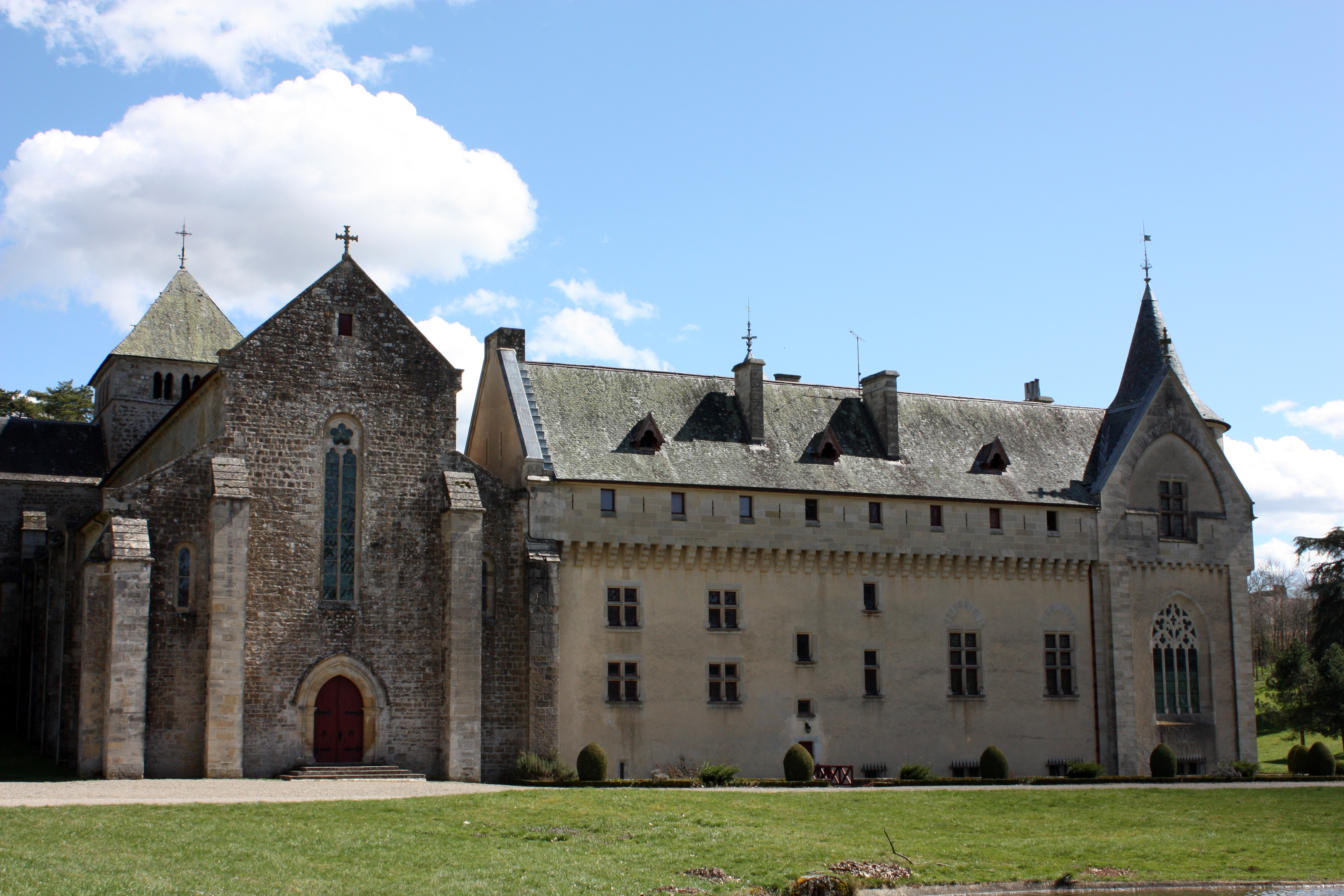

| - Loc-Dieu Abbey |